# Słoboda (województwo podlaskie)
Słoboda – wieś w Polsce położona w województwie podlaskim, w powiecie suwalskim, w gminie Raczki.
| SIMC    | Nazwa       | Rodzaj    |
| ------- | ----------- | --------- |
| 1013536 | Michaliszki | część wsi |

W latach 1975–1998 miejscowość położona była w województwie suwalskim.